# Euploca baclei
Euploca baclei är en strävbladig växtart som först beskrevs av Dc., och fick sitt nu gällande namn av Diane och Hilger. Euploca baclei ingår i släktet Euploca och familjen strävbladiga växter. Inga underarter finns listade i Catalogue of Life.